# (20392) Mikeshepard
(20392) Mikeshepard est un astéroïde de la ceinture principale.

## Description
(20392) Mikeshepard est un astéroïde de la ceinture principale. Il fut découvert le 19 juin 1998 à la station Anderson Mesa par le programme LONEOS. Il présente une orbite caractérisée par un demi-grand axe de 2,90 UA, une excentricité de 0,10 et une inclinaison de 15,9° par rapport à l'écliptique.

## Compléments